# دورمیشکانلو (خداآفرین)
دورمیشکانلو یکی از روستاهای استان آذربایجان شرقی است که در دهستان بسطاملو بخش مرکزی شهرستان خداآفرین واقع شده‌است؛ این روستا بیش از یکصد خانوار دارد. از زیرساخت‌های این روستا می‌توان به خانه بهداشت و مدارس ابتدایی و راهنمایی اشاره کرد، همچنین در این روستا چشمه آب طبیعی وجود دارد که آبی گوارا و خنک از آن جاری است. زبان گفتاری و اصلی مردم روستا زبان ترکی آذربایجانی است و بیشتر جوانان این روستا با زبان فارسی آشنایی دارند.